# 啟德濱

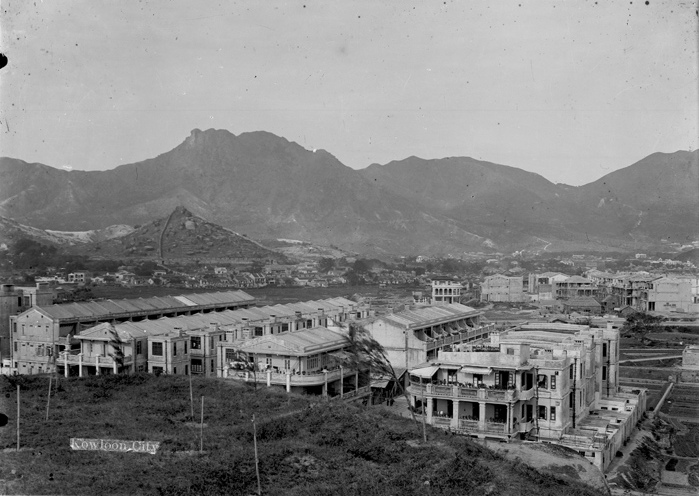
1930年代啟德濱住宅區

啟德濱（英語：Kai Tack Bund）是香港昔日的地名，指九龍九龍城以南，因為這塊沿海之地由「啟德營業有限公司」負責動工填海而成，預備發展房地產，公司主要股東是何啟及區德。前啟德機場便是因在啟德濱而得名。日本佔領香港時把啟德濱所有房屋移平，擴建機場，並命名為Kai Tak Airport，戰後一般用Kai Tak為啟德的英文名。

## 歷史

### 計劃開展

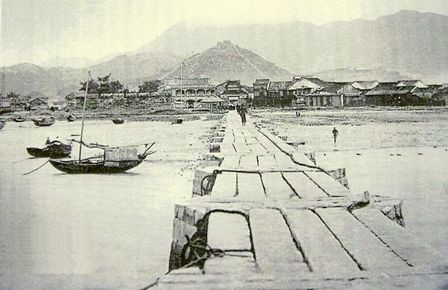
龍津埗頭，啟德濱的原址（1875年）

1914年，著名華人紳商何啟和區德（區澤民），聯同韋寶珊爵士、周壽臣爵士、曹善允、周少歧、伍朝樞、莫幹生、黃廣田、區權初和張心湖等紳商合資成立「啟德營業有限公司」（Kai Tack Land Investment Company Ltd.），到了1920年代香港人口激增，「啟德營業有限公司」在九龍城寨外九龍灣北岸的龍津埗頭一帶（現在太子道東及觀塘道一帶）進行，向南填海約200畝，以應付當時的住屋需求。
何啟早於1912年已著手進行勘察工程。經過多番考察和商議，何啟與一眾股東發現九龍灣東面維港，北有白鶴山、獅子山背靠，西南有宋王臺和聖山圍繞，冬暖夏涼，為建造華人高尚住宅區的風水之地，故以九龍灣北岸為計劃選址。此外，為免填海地落入1860年《北京條約》所訂的割讓範圍，計劃特意選定界限街以北作填海地。根據曹善允四子曹克安在其自傳《家居香港九十年》記載，發起九龍灣填海人士皆為愛國維新之士，他們考慮到九龍灣位於租借地，會於一九九七年歸還中國。
1914年，何啟正式向香港政府提交計劃的建議書。但因英國政府當時正考慮選擇在九龍灣興建無線電通訊站而未有回覆。同年5月，政府最終選定昂船洲建立通訊站，於是回覆何啟說明準備研究相關建議。由於何啟在同年7月因急病逝世，啟德公司到11月才再次向政府提出建議。一年後，英國正式批准這個建屋計劃。

### 首期工程
根據啟德公司的計劃，新的海岸線西端大致由後來的啟德國際機場控制塔位置（今沐禮街一帶）起，向東延伸至今天的麗晶花園及啟業邨，全部工程共分三期進行。其中在龍津石橋一帶規劃開闢多條街道，其名稱多以「啟」和「德」作字根，例如東西走的六條，即啟德路、啟仁路、長安街、啟義路、啟禮路、啟智路與及南北向的一德路至九德路等。這段新填的地區就叫「啟德濱」。
啟德濱第一期的工程於1916年開始，到1920年完成，之後立即動工興建房屋。首期是計劃唯一正式完成的部分，範圍包括現今啟德道一帶及太子道東前段。區內建成了七條街道和七個地段（包括啟德路、啟仁路、啟義路和長安街，以及一德路、二德路和三德路），沿街築成數百棟民房，並設有學校、食肆、戲院和百貨店，形成了九龍寨城外新的花園城市式住宅區。
第一期填海令龍津亭和龍津石橋北段被埋，石橋南段繼續使用。至1928年政府拆去南端一段石橋，並向海續建一段鋼筋水泥碼頭，經改建的龍津橋碼頭被命名為「九龍城碼頭」（與現時近馬頭角的九龍城碼頭並非同一個），提供渡輪往返港九各處。

### 計劃中斷
1920年，啟德濱首期工程完成後，區德亦與世長辭，同時啟德濱亦受到香港以及周邊地區政經形勢的影響。自1920起，太古船塢、皇家海軍船塢、香港電燈公司與電車公司等機構發生工潮。第二期填海工程在1921年開始後不久，1922年的海員大罷工及1925年的省港大罷工先後爆發，使省港的貿易全面停頓，啟德濱的地產項目因此出現嚴重滯銷，亦重創了第二期和第三期的發展。根據當時連續數年的香港年報的相關報導，1922及1923年是「工程在進行中」，1924及1925年是「進度欠佳」，1926年是「工程停頓」，最後到1927年是「填海工程被政府接管」。「啟德營業有限公司」最終亦倒閉收場。
最終，啟德濱工程實際填海得地120英畝，只在第一期建成預期中的半數街道。

### 發展航空用途
由於啟德濱工程停頓，1924年香港航空會（The Hong Kong Flying Club）一群外籍飛行愛好者於新填地東面（即第二期填海位置）用作飛機升降。同年3月，美國人哈利‧亞弼（Harry Abbott）向「啟德營業有限公司」租用了部分啟德濱的填海土地，開辦了「亞弼飛行學校」（Abbott School of Aviation），並且在1925年1月24日創下該地區的首次飛行記錄。但學校因營商困難，在數個月後結束營業。1927年3月，皇家空軍軍機開始在啟德濱的土地停泊。同年12月，香港政府與「啟德營業有限公司」達成協議，香港政府以1,007,250港元購入該發展地段，於1930年建成機場及皇家空軍基地，以地處啟德濱之故命名為啟德機場，並於1936年起增設民航機場。

### 啟德滨的消失
在第二次世界大戰期間，香港被日軍統治，為了擴建機場作軍事用途，九龍寨城之城牆及啟德濱之住宅皆被拆去，石塊作建造跑道之用。

## 啟德汽車有限公司
啟德滨位處九龍灣新填海區，交通不便，當地的交通運輸只靠人力車前往紅磡，與不定期的小渡輪船前往港島。啟德濱完工之後，啟德公司為了吸引住客，於1923年特別成立了啟德汽車有限公司（The Kai Tack Motor Bus Co., Ltd.），為居民提供來往啟德濱及尖沙咀天星碼頭、油麻地碼頭，以及紅磡、旺角及深水埗的巴士服務。當時客車票價分為頭等及三等兩種，頭等價錢主要為2角及1.5角；三等價錢則為1角及5仙。
後來因為形勢逆轉，這間公司先於1928年被香港電車有限公司收購，但仍以原名營運，最終公司在1933年被九龍汽車有限公司全面收購，啟德汽車公司的名字正式消失。

## 以「啟德」命名的事物
- 香港政府向「啟德營業有限公司」收購啟德滨填海項目建成機場，並命名為「啟德機場」。啟德機場在二戰後發展成國際機場，於是亦改稱為「香港啟德國際機場」，直至機場停用拆卸為止。
- 在香港日佔時期，啟德濱被拆毀以便擴建機場。香港重光之後，政府將機場西北面的寶崗道改名為「啓德道」，以作紀念[5]。
- 過往屬於啟德機場一部分的新蒲崗，其鄰近地區的建設亦以「啟德」命名，例如位於牛池灣的啟德大廈、黃大仙的啟德花園及其前身啟德邨、新蒲崗的東啟德體育館、東啟德遊樂場、啟德工業大廈、已結業的啟德遊樂場等等。
- 啟德機場被拆卸後，原本機場所在的地方仍稱為「啟德」（即「啟德發展區」）。

## 外部連結
- 香港記憶：老街坊　啟德機場 — 開天闢地上雲霄（页面存档备份，存于）（啟德濱圖片）